# Krîlivka, Rujîn
Krîlivka (în ucraineană Крилівка) este localitatea de reședință a comunei Krîlivka din raionul Rujîn, regiunea Jîtomîr, Ucraina.

## Demografie
Componența lingvistică a localității Krîlivka
     Ucraineană (99,19%)
     Alte limbi (0,81%)
Conform recensământului din 2001, majoritatea populației localității Krîlivka era vorbitoare de ucraineană (99,19%), existând în minoritate și vorbitori de alte limbi.